# Joncherey
Joncherey (deutsch früher Guntscherach) ist eine französische Gemeinde im Département Territoire de Belfort in der Region Bourgogne-Franche-Comté.

## Geographie
Joncherey liegt auf 357 m über dem Meer, zwei Kilometer nördlich von Delle und etwa 16 Kilometer südöstlich der Stadt Belfort (Luftlinie). Das Dorf erstreckt sich am östlichen Talrand der Allaine, im Flachland der Burgundischen Pforte, nahe der Grenze zur Schweiz.
Die Fläche des 5,18 km² großen Gemeindegebiets umfasst einen Abschnitt der leicht gewellten Landschaft im Bereich der Burgundischen Pforte (Trouée de Belfort). Begrenzt wird das Gebiet im Westen durch die Allaine, die hier mit zahlreichen Windungen durch einen rund 1 km breiten Talboden (355 m) nach Nordwesten fließt. Die südliche Grenze verläuft entlang der Coeuvatte, die nahe beim Dorf in die Allaine mündet. Vom Flusslauf erstreckt sich das Gemeindeareal nach Nordosten über die flache Talaue und den anschließenden sanft ansteigenden Hang von Joncherey bis auf das Plateau der Burgundischen Pforte, das durchschnittlich auf 390 m liegt. Es ist teils mit Acker- und Wiesland, teils mit Wald bedeckt und wird durch zwei Talmulden, die sich gegen die Allaine hin öffnen, untergliedert. In Mulden- und Tallagen im Bereich des Bois du Procès und des Bois du Magny befinden sich mehrere Weiher, die für die Fischzucht angelegt wurden. Mit 401 m wird im Bois du Procès die höchste Erhebung von Joncherey erreicht.
Zu Joncherey gehört die Siedlung Les Roselets (370 m) am nördlichen Ortsrand. Nachbargemeinden von Joncherey sind Grandvillars und Boron im Norden, Faverois im Osten, Delle im Süden sowie Thiancourt im Westen.

## Geschichte
Durch eine Schenkung des Grafen Eberhard von Elsass kam das Gebiet um Delle im Jahr 728 an das Kloster Murbach. Die älteste erhaltene Erwähnung, als Juncherye, stammt von 1290. In der Folgezeit wurde zwischen Grand-Joncherey und Petit-Joncherey unterschieden. In der ersten Hälfte des 14. Jahrhunderts gelangte das Dorf unter die Oberhoheit der Habsburger und gehörte zur Herrschaft Delle. 1585 erscheint der Ort bei Mercator als St. Andreas, dem Patron der Dorfkirche. Zusammen mit dem Sundgau kam es mit dem Westfälischen Frieden 1648 an die französische Krone.
Seit 1793 gehörte Joncherey zum Département Haut-Rhin, verblieb jedoch 1871 als Teil des Territoire de Belfort im Gegensatz zum restlichen Elsass bei Frankreich. Der Grund hierfür war die Teilung der Region im Jahre 1871 weitgehend entlang der Deutsch-Französischen Sprachgrenze. Jonchery war französischsprachig und blieb deshalb bei Frankreich. Am 2. August 1914 wurde der Korporal Jules-André Peugeot in Joncherey von einem deutschen Soldaten des Jäger-Regiments zu Pferde Nr. 5 getötet, das im damals deutschen Mülhausen stationiert war. Peugeot gilt als erste Tote der französischen Streitkräfte im Ersten Weltkrieg. Im gleichen Gefecht fiel Leutnant Albert Mayer, der als der erste deutsche Tote des Krieges gilt.
Zusammen mit Lebetain wurde Joncherey im Jahr 1972 mit Delle fusioniert, erhielt aber 1982 seine Selbständigkeit wieder zurück.

## Sehenswürdigkeiten
Die Dorfkirche von Joncherey wurde Mitte des 19. Jahrhunderts erbaut. Zu den weiteren Sehenswürdigkeiten zählen die Kapelle Sainte-Véronique aus dem 19. Jahrhundert und die Gedenkstätte für Korporal Jules-André Peugeot.
Siehe auch: Liste der Monuments historiques in Joncherey

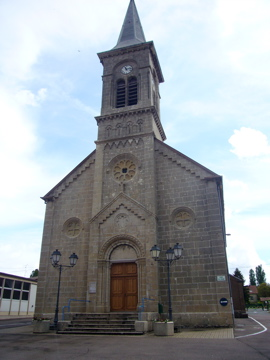
Dorfkirche Saint-André
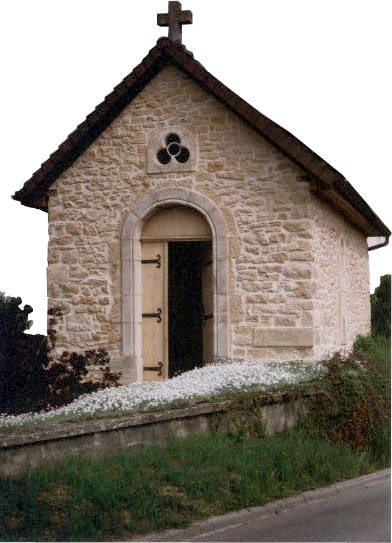
Kapelle Sainte-Véronique
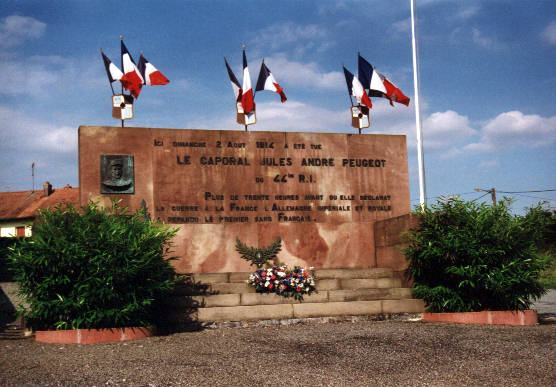
Gedenkstätte für Korporal Jules-André Peugeot

## Bevölkerung
| Bevölkerungsentwicklung | Bevölkerungsentwicklung |
| Jahr                    | Einwohner               |
| ----------------------- | ----------------------- |
| 1962                    | 783                     |
| 1968                    | 981                     |
| 1975                    | 1100                    |
| 1982                    | 1263                    |
| 1990                    | 1300                    |
| 1999                    | 1314                    |
| 2020                    | 1416                    |

Mit 1439 Einwohnern (1. Januar 2022) gehört Joncherey zu den kleineren Gemeinden des Départements Territoire de Belfort. Nachdem die Einwohnerzahl in der ersten Hälfte des 20. Jahrhunderts stets im Bereich zwischen 410 und 520 Personen gelegen hatte, wurde vor allem von 1950 bis 1990 ein deutliches Bevölkerungswachstum verzeichnet. Seither verblieb die Einwohnerzahl auf nahezu konstantem Niveau.

## Wirtschaft und Infrastruktur
Joncherey war bis weit ins 20. Jahrhundert hinein ein vorwiegend durch die Landwirtschaft (Ackerbau, Obstbau und Viehzucht), die Fischzucht und die Forstwirtschaft geprägtes Dorf. Daneben gibt es heute verschiedene Betriebe des lokalen Kleingewerbes. Mittlerweile hat sich das Dorf zu einer Wohngemeinde gewandelt. Viele Erwerbstätige sind deshalb Wegpendler, die in Delle und in den Agglomerationen Belfort und Montbéliard ihrer Arbeit nachgehen.
Die Ortschaft ist verkehrstechnisch gut erschlossen. Sie liegt an der Hauptstraße, die von Belfort nach Delle führt. Mit der Eröffnung der Schnellstraße N19, welche die Autobahn A36 mit der im Bau befindlichen schweizerischen A16 verbinden soll, wurde Joncherey vom Durchgangsverkehr entlastet. Durch das Gemeindegebiet führt die Bahnstrecke Belfort–Delle, die auf den Fahrplanwechsel vom 9. Dezember 2018 mit einer Station in Joncherey reaktiviert wurde.